# Premi Nacional a la Trajectòria Professional i Artística
El Premi Nacional a la Trajectòria Professional i Artística formà part dels Premis Nacionals de Cultura i era concedit anualment per la Generalitat de Catalunya, reconeixent la trajectòria professional de cada guardonat en la seva categoria i amb una dotació de 18.000 euros.
El premi era designat per un jurat encapçalat pel Conseller de Cultura i era atorgat en una cerimònia presidida pel President de la Generalitat, conjuntament amb la resta de Premis Nacionals de Cultura.
Aquesta distinció fou creada el 8 de maig de 2007 per drecret de la Generalitat de Catalunya, sent aquest mateix any la primera edició en la qual es concedí aquest guardó. A principis d'abril de 2013 es va fer públic que el Govern de la Generalitat de Catalunya reduïa els premis Nacionals de Cultura de 16 a 10 guardonats, i n'abolia les categories, creant un sol guardó de Premi Nacional de Cultura, amb la intenció de "tallar el creixement il·limitat de categories".

## Guanyadors
Des del 2007 el Premi Nacional a la Trajectòria Professional i Artística s'ha atorgat a:
- 2007 — Josep Fontana i Làzaro
- 2008 — Montserrat Abelló i Soler i Moisès Broggi i Vallès
- 2009 — Josep Maria Castellet i Díaz de Cossío
- 2010 — Miquel Milà i Sagnier
- 2011 — Oriol Bohigas[4]
- 2012 — Arnau Puig Grau[5]